# Gorlois
A la llegenda artúrica, Gorlois de Tintagel, duc de Cornualla, és el primer marit d'Igerna, el segon marit de la qual és Uterpendragó. El nom de Gorlois apareix per primera vegada a la Historia Regum Britanniae de Jofre de Monmouth (c. 1136). Vassall d'Ambrosi Aurelià, la seva arribada a la batalla de Kaerconan assegura la derrota d'Hengist. A Roman de Brut, de Robert Wace, quan Octa, el fill d'Hengist, i el seu cosí Ossa es rebel·len, Gorlois ajuda a Uterpendragó a derrotar-los a York.

## Narrativa
Després de succeir al seu germà Ambrosi, Uterpendragó fa un banquet per als seus nobles i, en veure Igerna, s'enamora d'ella. En adonar-se de l'interès d'Uterpendragó, Igerna demana al seu marit que tornin a casa, a Cornualla. Ell la porta al castell de Tintagel, més ben fortificat, mentre es prepara per defensar el seu territori de Dimilioc. Enfadat perquè ha marxat sense permís, Uterpendragó assetja els castells de Gorlois amb pocs resultats. Consulta al seu amic Ulfin, el qual li diu que la dama difícilment pot mirar de manera favorable algú que li fa la guerra al seu marit, i suggereix al rei que busqui el consell de Merlí per accedir a Tintagel. Merlí idea un encantament pel qual confereix a Uterpendragó l'aspecte de Gorlois. Això li permet acostar-se a l'objecte de la seva passió. Dormen junts i conceben Artús. Sense saber-ho cap d'ells, el veritable Gorlois ha estat occit aquella mateixa nit a la batalla contra les tropes d'Uterpedragó. Finalment, Igerna es decideix a casar-se amb ell.
Gorlois és el pare de Morgana, Morgause i Elaine de Garlot. Tractaments posteriors, com ara la Vulgata artúrica i La mort d'Artús de Thomas Malory amplien aquest esquema en casar les filles de Gorlois amb vassalls d'Uterpendragó: Elaine amb el rei Nentres de Garlot, Morgause amb el rei Lot de les Illes Òrcades i Morgana amb el rei Urien. Artús queda al marge de les seves germanastres després que Merlí se l'emporti per tal de ser criat per Sir Hèctor.

## Altres mencions
A Brut Tysilio, una versió gal·lesa de l'obra de Monmouth, Gorlois és el pare de Cador, duc de Cornualla. A l'obra de teatre de Thomas Hughes de 1587 The Misfortunes of Arthur, el fantasma de Gorlois condemna Artús per la traïció del seu pare. A Survey of Cornwall, de Richard Carew (1602), Gorlois és marit d'Igerna i duc de Cornualla l'any 500 dC, a qui succeeix el comte Cador el 526 dC. El Book de Baglan (1600–1607) l'anomena Gurleis, Goulisor o Gwrleis, duc o príncep de Cornualla i marit d'Eigyr; és pare de Cador i fill de Sortogus, descendent directe deMaxenci, Dyfnwal Moelmud, Camber i Brutus de Bretanya.